# Dictynomorpha strandi
Dictynomorpha strandi là một loài nhện trong họ Dictynidae.
Loài này thuộc chi Dictynomorpha. Dictynomorpha strandi được miêu tả năm 1939 bởi Spassky.